# 原田種成 (司法官)

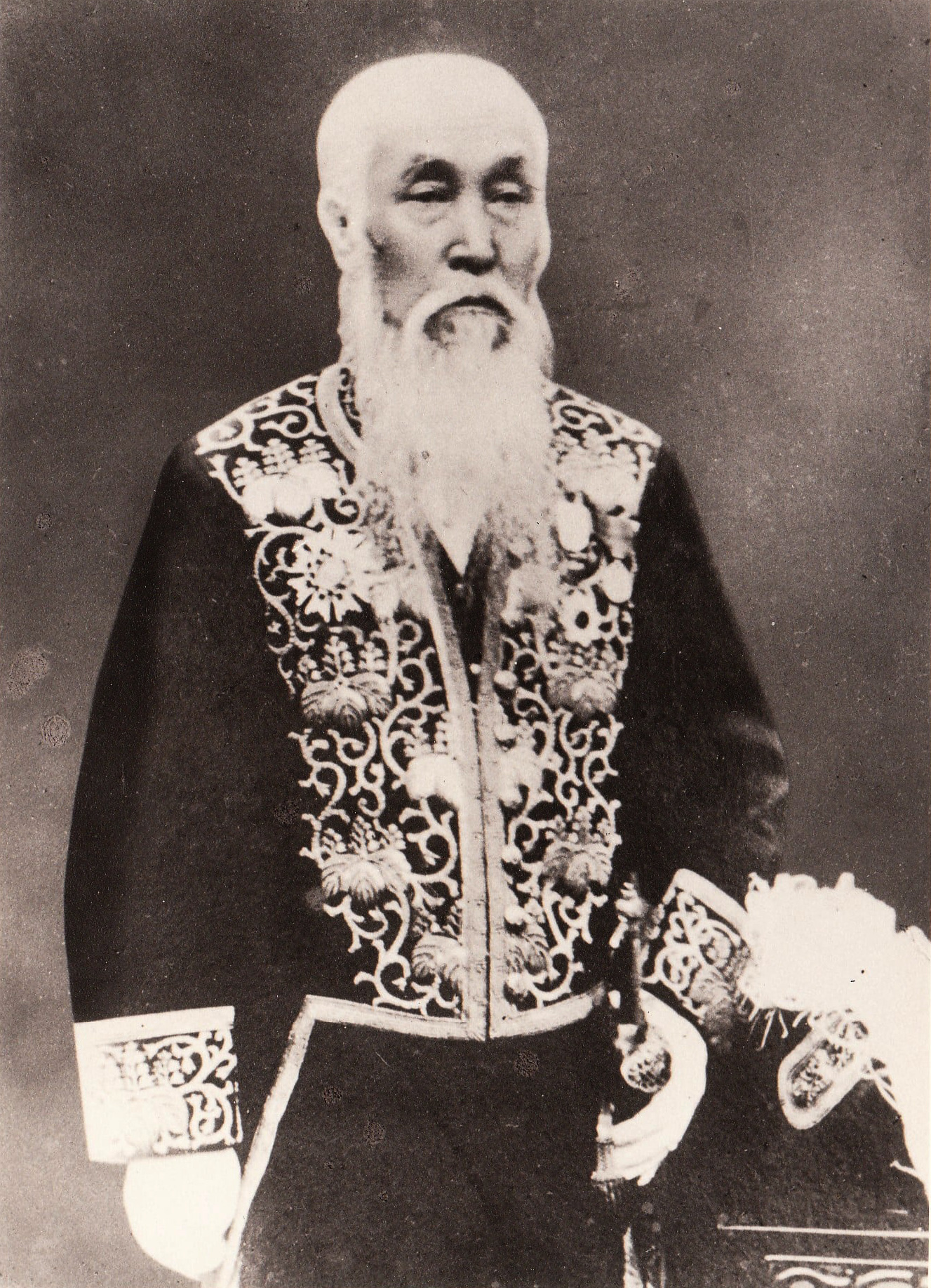

原田 種成（はらだ たねなり、1841年2月20日（天保12年1月29日） - 1903年（明治36年）12月3日）は、日本の武士（佐賀藩士）、司法官。大審院部長判事。

## 経歴
肥前佐賀藩士。士族・原田矞雲の二男。戊辰戦争では北陸道の先鋒となり奥羽に転戦し戦功を挙げた。1872年（明治5年）司法権大録を経て、岩崎直礼、中村元嘉らと権大解部に昇り、1876年（明治9年）司法権少丞に任じた。1877年（明治10年）大阪上等裁判所判事に補され、1882年（明治15年）大分始審裁判所判事長に転じ、1884年（明治17年）2月に大審院詰となった。ついで大審院評定官に任じ、刑事第二局勤務を経て、1891年（明治24年）大審院部長に進み、1892年（明治25年）7月、司法官弄花事件懲戒裁判長を仰せ付けられた。1900年（明治33年）会計検査官懲戒裁判所裁判官となり、同年判検事弁護士試験委員長を務めた。1903年（明治36年）12月3日、胃癌により自邸で薨去した。

## 栄典
位階
- 1876年（明治9年） - 従六位[3]
- 1884年（明治17年）2月21日 - 正六位[3]
- 1888年（明治21年） - 従四位[3]
- 1891年（明治24年） - 従三位[1]
- 正三位[3]

勲章等
- 1885年（明治18年）11月19日 - 勲六等単光旭日章[3]
- 1888年（明治21年） - 勲五等[3]
- 1891年（明治24年） - 勲二等[1]